# Kyabé
Kyabé est la vingtième ville du Tchad par le nombre d'habitants (11 900 au recensement de 1993).
Elle est le chef-lieu du département du Lac Iro.

## Géographie
Latitude : 9,450°N - Longitude : 18,940°E

## Administration
Liste des maires :